# 2000 CM104
2000 CM104, também escrito como 2000 CM104, é um objeto transnetuniano que está localizado no cinturão de Kuiper, uma região do Sistema Solar. Este objeto é classificado com um provável cubewano. Ele possui uma magnitude absoluta de 7,5 e tem um diâmetro estimado com cerca de 139 km.

## Descoberta
2000 CM104 foi descoberto no dia 5 de fevereiro de 2000 pelo astrônomo Marc W. Buie.

## Órbita
A órbita de 2000 CM104 tem uma excentricidade de 0,000 e possui um semieixo maior de 42,585 UA. O seu periélio leva o mesmo a uma distância de 42,585 UA em relação ao Sol e seu afélio a 42,585 UA.